# Astronomical Society of India
Die Astronomical Society of India (ASI, indische Gesellschaft für Astronomie) ist eine Gesellschaft professioneller Astronomen und anderer professioneller Personen verwandter Disziplinen. 
Die Gesellschaft wurde 1972 gegründet. M. K. Vainu Bappu war der erste Präsident. Im Jahre 2010 waren ungefähr 1000 Wissenschaftler Mitglied der Society. 
Der Verwaltungssitz ist in der astronomischen Fakultät der Osmania University in Hyderabad.
Die Hauptaufgabe liegt in der Förderung der Astronomie und verwandter Disziplinen. So organisiert die ASI Veranstaltungen und versucht die Bekanntheit der Astronomie durch das Bulletin of the Astronomical Society of India zu fördern.
Der derzeitige Präsident ist Rajaram Nityananda vom Nationalen Zentrum für Radioastronomie am Tata Institute of Fundamental Research in Ganeshkhind, Pune.
Die ASI verleiht einige Auszeichnungen, von denen die wichtigste und anerkannteste die Prof. M. K. Vainu Bappu Gold Medal ist, die an junge Forscher in der ganzen Welt geht, die Außergewöhnliches zur Astronomie und Astrophysik beigetragen haben. Zu den Preisträgern gehören Yasuo Fukui (1986), Pawan Kumar (1992) und Brian P. Schmidt (2002).
Die Gesellschaft betreibt zudem zwei prestigeträchtige Vorlesungen: die Modali Endowment Lecture und die R. C. Gupta Endowment Lecture.